# Obturador fusible

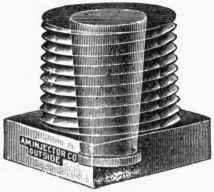
Dibuix d'un obturador fusible, mostrant la forma cònica de la part fusible.

Un obturador fusible, també anomenat tap fusible, és un accessori basat en aliatges de baixa  temperatura de fusió que limita la temperatura màxima de funcionament d'una caldera o un circuit a pressió quan la temperatura del sistema supera el valor de disseny.
Una disposició típica d'un obturador fusible és la un obturador roscat exteriorment i una secció de pas en forma cònica. El cos de l'obturador és d'aliatges resistents a la temperatura (bronze, llautó,  bronze de canons), mentre que la part central està constituïda per un aliatge de baix punt de fusió.

## Objecte
Un obturador fusible actua com un element de seguretat passiu. Quan la temperatura augmenta, una part de l'obturador es fon i permet la sortida del vapor d'aigua, alliberant l'excés de pressió i limitant el risc d'explosió.

### Calderes
Les calderes són dipòsits a pressió que contenen l'aigua a bullir, que disposen d'alguna mena de mecanisme per tal de transferir la calor a l'aigua de manera que acaba bullint.
Els dos mètodes de transferència de la calor a l'aigua més emprat són:
- caldera de tubs d'aigua – l'aigua és continguda o es mou travessant un o diversos tubs rodejats de gasos calents
  - Una variant de la caldera de tubs d'aigua és la "flash boiler" o caldera instantània. Una bomba va injectant aigua a mesura que es necessita. I l'aigua injectada es transforma ràpidament en vapor.

- caldera de tubs de foc – l'aigua omple parcialment un tanc per baix o per dins del qual hi ha una cambra de combustió o una llar amb tubs de foc per on passen els gasos calents
  - Les locomotores de vapor acostumen a ser amb calderes de tubs de foc.

### Elements sotmesos a pressió i temperatura
- En les calderes de tubs d'aigua la pressió del vapor actua des de l'interior del tub.
- En les calderes de tubs de foc, la pressió del vapor actua des de l'exterior del tub.

### Risc potencial
En funció del material, els elements d'una caldera de vapor sotmesos a pressió i temperatura(tubs o altres), quan les condicions de treball ultrapassen els límits admissibles es produeix una falla estructural, més o menys greu, que pot provocar una explosió violenta i destructiva.
La causa més freqüent de falla és la pujada de temperatura provocada per manca d'aigua.

## Història
El tap fusible fou inventat el 1803 per Richard Trevithick a conseqûència de l'explosió d'una de les seves calderes de vapor. Trevithick era defensor de les màquines de vapor a (una relativa) alta pressió i aquella explosió amenaçava els seus projectes. Va demostrar que l'accident s'havia produït per un maquinista negligent, que havia deixat d'alimentar la caldera amb aigua. Amb l'invent del tap fusible, que no va patentar (expressament), Trevithick va iniciar una gran campanya de propaganda per a contrarestar la por a les explosions en les calderes.

## Manteniment
Segons proves efectuades l'any 1929 en calderes de vapor navals, un 10 % d'obturadors fusibles quedaven inutilitzats al cap de sis mesos de funcionament. Les causes de falla eren d'origen químic, per formació d'una capa no fusible en el propi obturador.

### Muntatge
En la pràctica els obturadors fusibles es munten en calderes de vapor de tubs de foc. Diversos fusibles per cada caldera. La posició de muntatge és a uns tres centímetres per sobre del nivell de l'aigua mínim de seguretat. Si el nivell de l'aigua de la caldera baixa i deixa un fusible fora de l'aigua, aquest fusible s'hauria de fondre i funcionar com a element de seguretat.

#### Pràctica aconsellable
Revisar els obturador fusibles amb freqüència (pel cap baix cada sis mesos) i substituir el obturadors que presentin dubtes de funcionament.

## Aplicacions
A més del servei tradicional en calderes de vapor, els obturadors fusibles s'apliquen en la conducció de gasos combustibles o perillosos a pressió, en pneumàtiques de les rodes d'avions, en compressors d'aire industrials, en sistemes d'aire condicionat i altres.